# Kallerstad

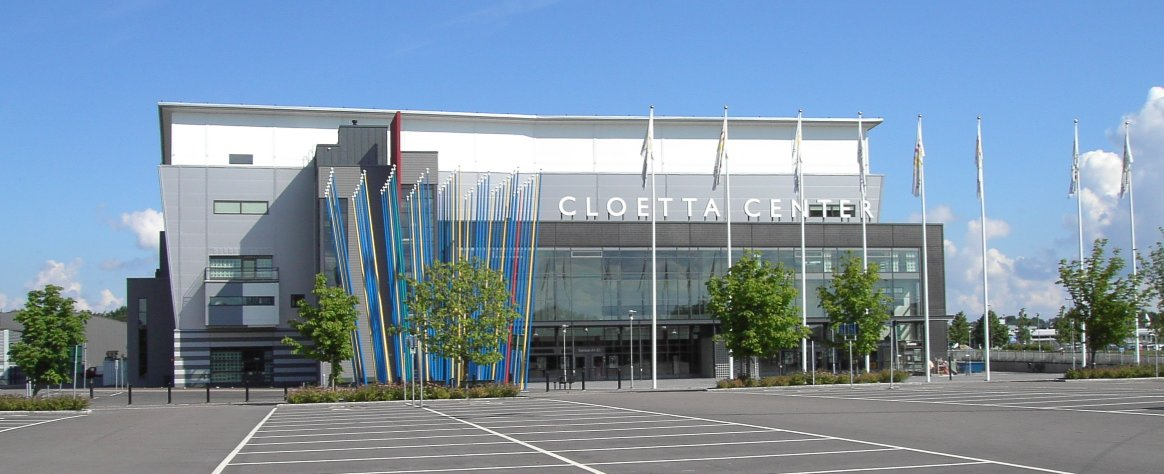
Saab Arena ligger i Kallerstad

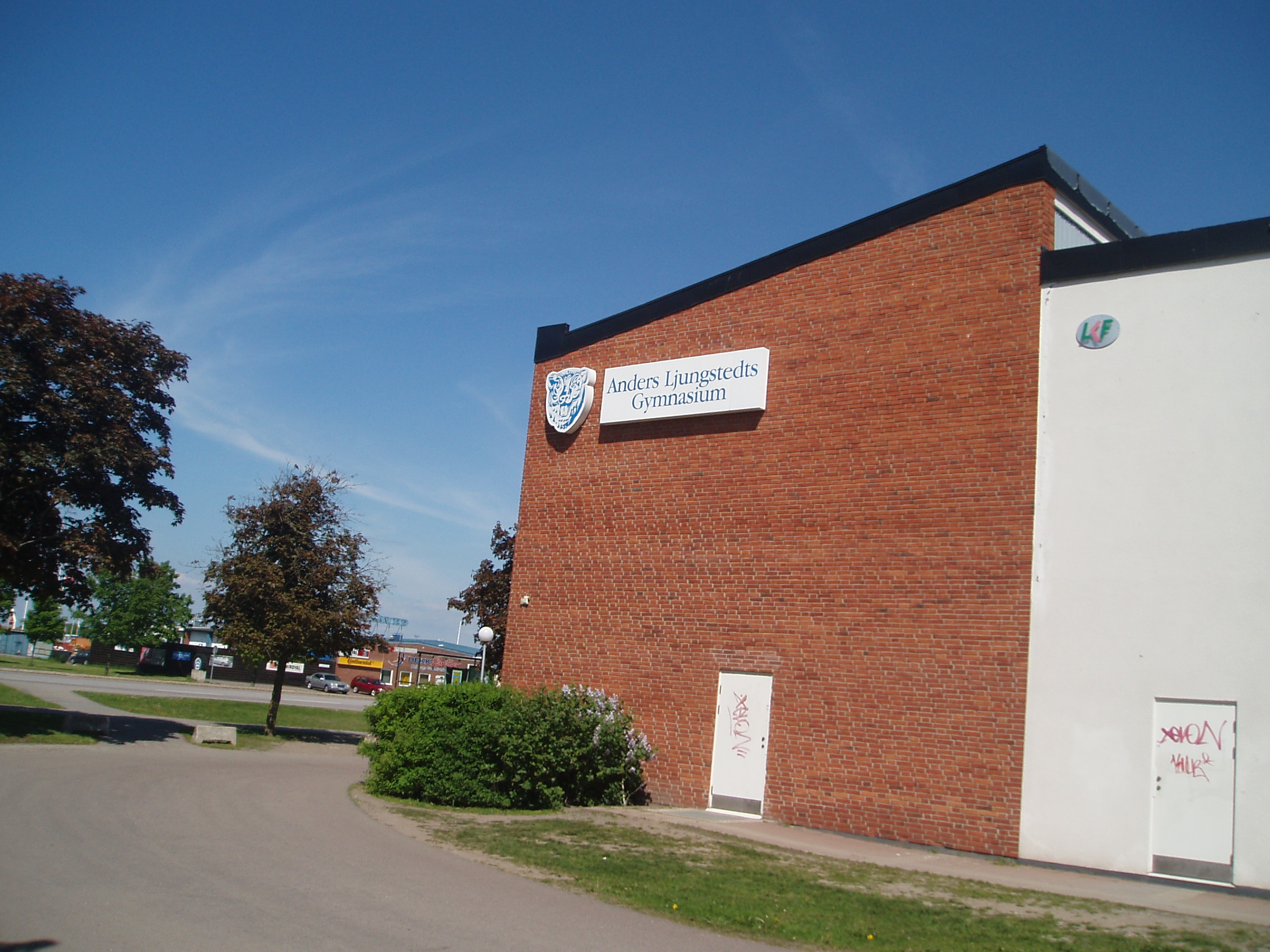
Anders Ljungstedts gymnasium i sydvästra delen av stadsdelen

Kallerstad är en stadsdel i Linköping, med mestadels industrier, handel och kontor. I stadsdelen ingår Kallerstad, Mörtlösa och Torvinge industriområden. År 2009 bodde färre än hundra personer i området. Stadsdelen ligger öster om Tornby, på norra sidan av stambanan, och genomkorsas av Kallerstadsleden, som utgör en del av stadens yttre ringled. Omkring 60 företag har etableringar i området. Till dessa hör Tekniska Verken, Schenker AB, Stadspartner, Veolia Transport AB och CLM Miljöteknik.
E4:an går längs hela norra delen av stadsdelen. I den sydvästra delen av området ligger historiska Stångebro med bland annat Stångebro sportfält (innehållandes Stångebro Ishall) och evenemangsarenan Saab Arena.
Till Linköpings kommuns visioner för centralorten hör att innerstaden ska växa österut, så att den kommer att inkludera Kallerstad och norra Tannefors. Stadens nya resecentrum ska ligga i sydvästra delen av stadsdelen, väster om Anders Ljungstedts gymnasium och stadens nya brandstation med byggstart 2010 ska byggas vid Kallerstadsrondellen.

## Gränsande stadsdelar
Kallerstad gränsar till stadsdelarna Tallboda, Tannefors, Innerstaden, Vasastaden och Tornby.